# Parornix compsumpta
Parornix compsumpta là một loài bướm đêm thuộc họ Gracillariidae. Loài này có ở Peloponnesus và Cộng hòa Macedonia.